# Kanato de Ganyá
El Kanato de Ganyá (azerí:Gençe xanlıği; en persa: خانات گنجه — Khānāt-e Ganjeh‎) fue un principado musulmán principalmente bajo el dominio de Persia que existió en el territorio de Azerbaiyán entre 1747 y 1805. El kanato fue gobernado por la dinastía de Ziyadoglu (Ziyadkhanov) de origen kayar como gobernadores bajo el dominio de los safávidas y de Nadir Sah. Shahverdi Solṭan Ziyad-oglu Qajar.(1740-1761) se convirtió en kan de Ganyá en 1554. El kanato era de origen azerí

## Los kanes

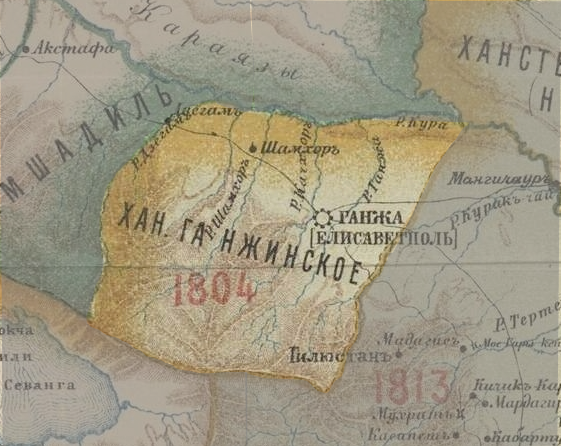
Kanato de Ganyá en el Caucaso 1801-1813.

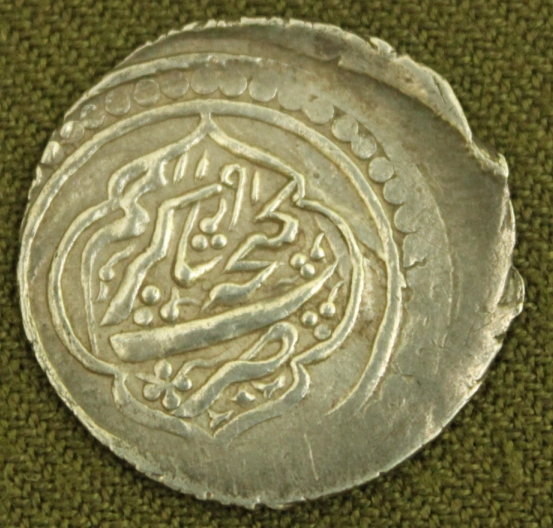
Moneda del Kanato de Ganyá «Acuñada en Ganja (Zarb Ganja», Ya Karim.

- 1730-1747: Urgulu Khan II Ziyad Oghlu, también kan de Karabaj.
- 1747-1761: Shahverdi Soltan Zyad Oghlu tuvo como sucesores a sus hijos que, como él, debieron reconocer la soberanía inmediata del Reino de Georgia.[7]
- 1761-1781: Mohammad Khan, su hijo.
- 1781-1784: Mohammad Hasan Khan, su hermano.
  - 1781-1784: ocupación por el Kanato de Karabaj.
- 1784-1786: Hadji Bek, padre de los anteriores.
- 1786-1786: Mohammad Hasan Khan, restaurado, abdicó y murió en 1792.
- 1786-1787: Rahim Khan, su hermano, abdicó.
- 1786-1804: Jewadh Khan, su hermano.

Contrariamente a su vecino y enemigo Ibrahim Khalil, kan de Karabaj, Jewadh Khan, último hijo de Shahverdi, tomó partido por el kayar Aga Muhammad Khan en ocasión de la expedición iraní contra Tiflis en 1795. Resultó muerto en la toma de la ciudad de Ganyá (durante la guerra guerra ruso-persa)     por las tropas rusas del general Pável Tsitsiánov en enero de 1804. Uno de sus hermanos, Urgulu, fue mantenido como kan titular por los rusos hasta la anexión oficial en 1826.